# Jägerhof (Rölsdorf)

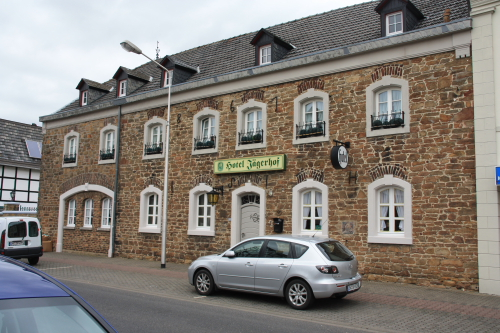
Der Jägerhof

Das Gebäude Jägerhof befindet sich in Dürener Stadtteil Rölsdorf in Nordrhein-Westfalen. 
Die ehemalige Bauernhof steht in der Monschauer Straße 217. Er wird heute als Hotel genutzt.
Die ehemals dreiflügelige Hofanlage hat ein traufständiges Wohnhaus aus Bruchsteinmauerwerk mit sieben Fensterachsen und vermauerter Tordurchfahrt. Die Fassade ist durch Maueranker auf das Jahr 1861 datiert.
Eigentümer der Hofanlage und des Gasthofes war 1932/33 Matthias Bonn, Wirt und Ackerer, damals Oberstraße 76. 
Das Bauwerk ist unter Nr. 1/029 in die Denkmalliste der Stadt Düren eingetragen.